# Sigismond von Neukomm
Œuvres principales
Requiem à la mémoire de Louis XVI (1813)
Sigismond Ritter von Neukomm, né à Salzbourg le 10 juillet 1778 et mort à Paris le 3 avril 1858, est un compositeur autrichien.

## Biographie
Il commence à apprendre la musique avec Franz Xaver Weissauer, organiste de la cathédrale de Salzbourg, puis (de 1797 à 1804) avec
Michael Haydn, frère de Joseph Haydn, dont il devient l'élève à Vienne en 1797. Il enseigne à son tour la musique et a pour élève Franz Xaver Wolfgang le fils de Mozart.
Il voyage beaucoup, dirigeant au Théâtre allemand de Saint-Pétersbourg (1804-1808), à Stockholm et à Paris. Là il rencontre Cherubini, Gossec, Grétry, Monsigny, entre autres. À partir de 1816, il réside cinq ans à Rio de Janeiro, où il dirige de la musique de Mozart et compose un Libera me pour compléter le Requiem. Il devient professeur de musique du fils du roi Jean VI. Pendant son séjour au Brésil, il compose entre 90 et 100 œuvres sur des motifs populaires brésiliens. Il revient à Paris en 1821, voyage en Europe et compose jusqu'à sa mort en 1858.
Sa sœur Elisabeth Neukomm (1789-1816) était une soprano célèbre à Vienne.

## Œuvres
Il a composé entre 1 300 et 2 000 œuvres, qui, malgré les nombreuses récompenses reçues de son vivant, sont pour la plupart oubliées de nos jours. Quelques enregistrements permettent cependant de se faire une idée de sa musique. « Bien qu'il ait été très lié aux poètes et musiciens romantiques, Sigismond Neukomm reste classique dans ses compositions ».

### Œuvres pour la scène
- Die Nachtwächter, intermezzo, (Vienne 1804)
- Die neue Oper der Schauspieldirektor, intermezzo, (Vienne, 1804)
- Alexander am Indus, opéra, (Saint-Pétersbourg, 27 septembre 1804)
- Musikalische Malerei, farce, (Moscou 1er mai 1806)
- Arkona, mélodrame, (Wurzbourg 21 septembre 1808)
- Niobé, tragédie lyrique, (Montbéliard, 1809)

### Musique vocale
- 48 messes, dont le Requiem à la mémoire de Louis XVI (1813-1815)
- 27 offertoires
- 2 Passions
- 11 Te Deum
- 73 motets
- 236 hymnes

### Musique instrumentale
- 1 Quintette pour clarinette (ou hautbois) et cordes op.8
- 2 Symphonies
- 5 Ouvertures
- Concerto pour piano
- 6 Fantaisies pour orchestre

### Discographie
- 9 Grandes Études pour orgue (première mondiale) par Erik Feller, enregistré en Espagne (Cathédrale de Madrid), Disques Arion (2002, France).